# 令制
令制（りょうせい）とは、律令のうち行政法にあたる令に基づく諸制度をいう。日本では8世紀に制定・施行された大宝令、養老令に基づく諸制度が令制とされた。例えば、律令に定める官職、地方行政単位である国（令制国）、文書の書式などが挙げられる。